# Занскар

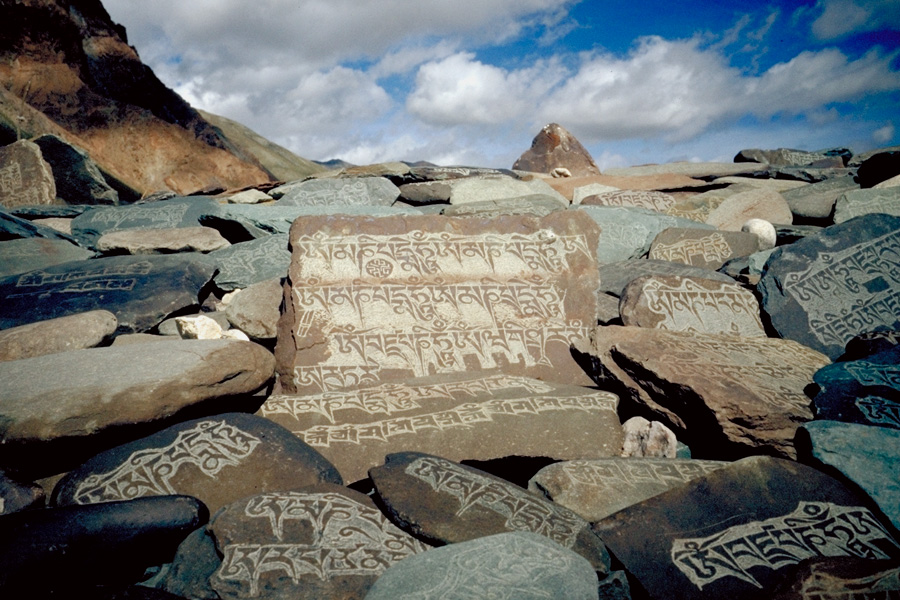
в Занскаре

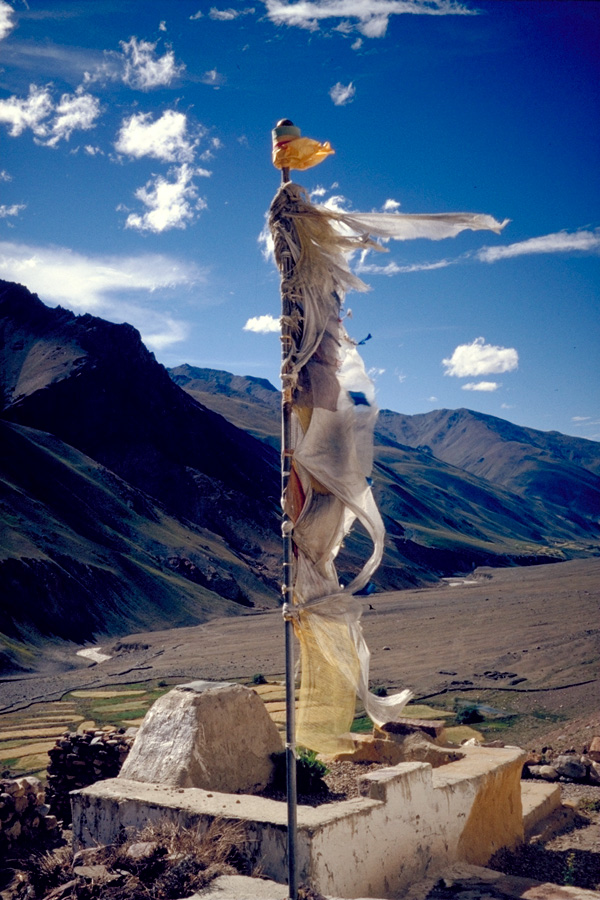
Флаги у гомпы Танзе, в Кургиакхской долине. Ветер разносит молитвы, написанные на флагах

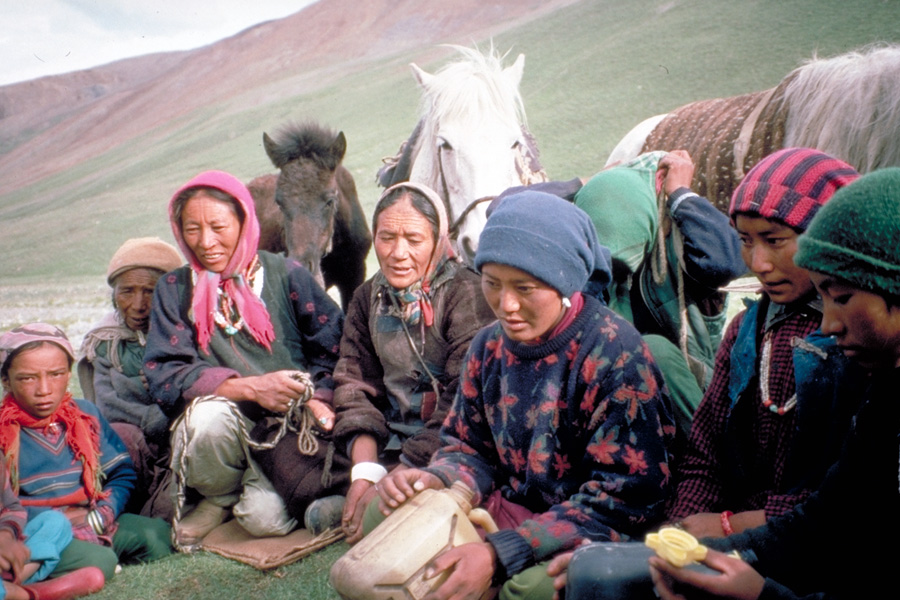
Местные дети и женщины

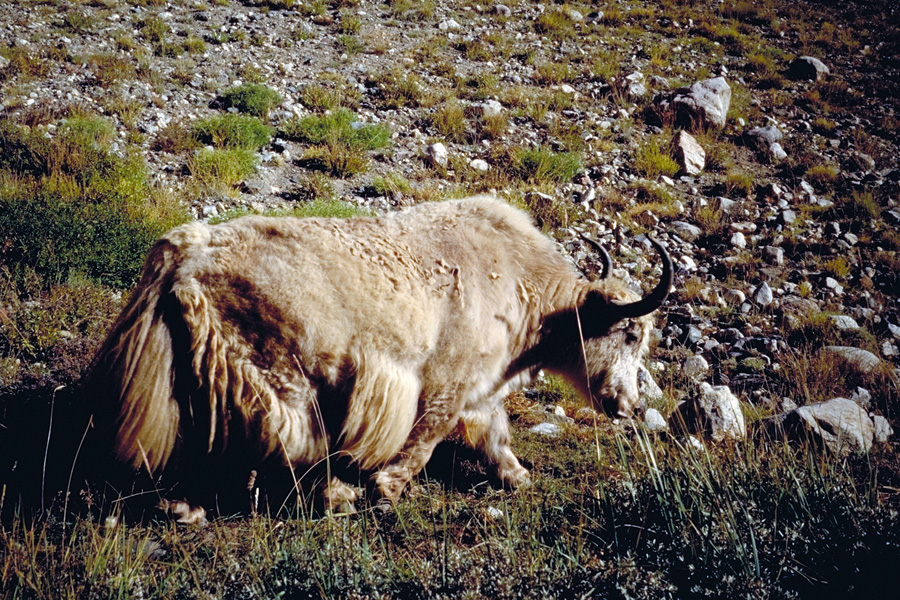
Белый як

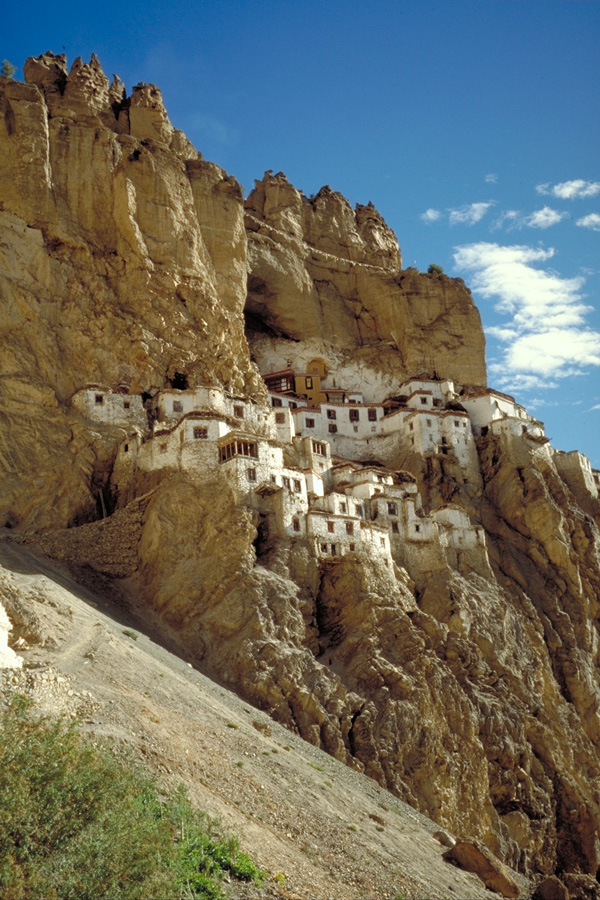
Пхугтал Гомпа в юго-восточном Занскаре

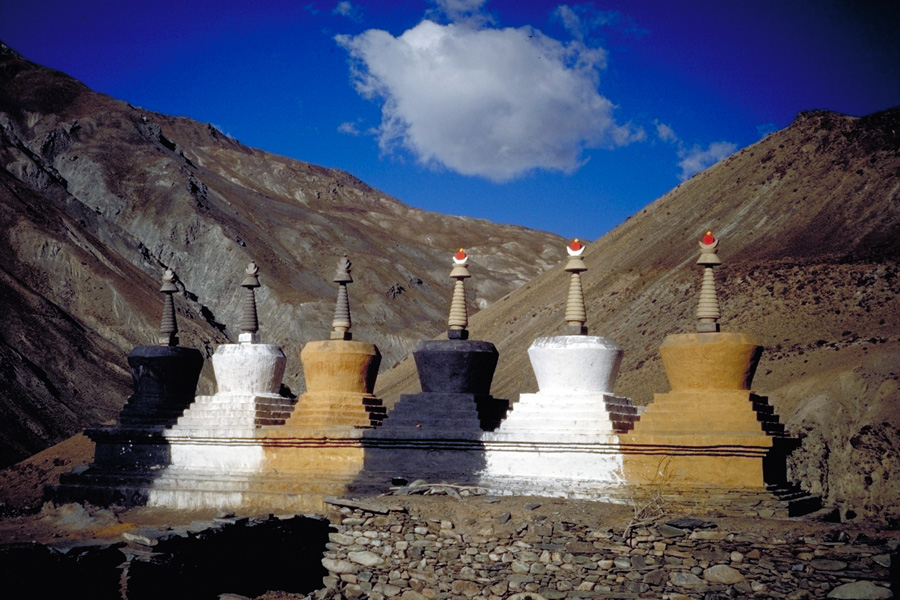
Ряд чортенов (ступ) у деревни Пурне

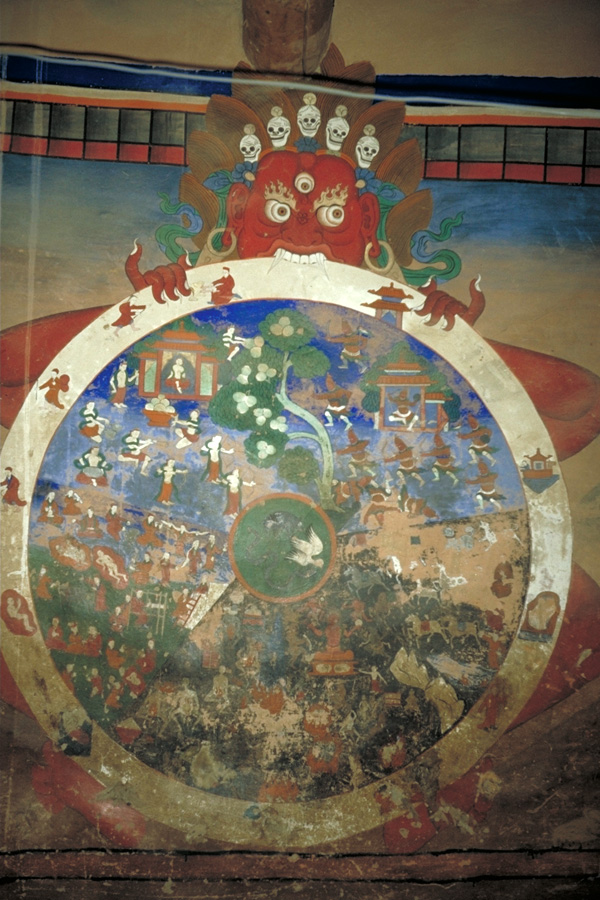
Фрески на стене Бардан Гомпа, представляющие Колесо Жизни

Занскар (ладакхи ཨནསར་, хинди जांसकर) — изолированная историко-культурная область в Гималаях, административно составляющая техсил индийского округа Каргил. Центр — Падум. Как и весь Ладакх, эта область находилась в сфере влияния западнотибетского царства Гуге.
Занскарский хребет — горный хребет, отделяющий Занскар от остального Ладакха. Геологически этот хребет часть тетиса Гималаев, синклиналь 100-километровой ширины, сильная складчатость, наслоение, слабо-метаморфизированные осадочные породы. Высоты в районе 6000 метров. Восточную часть называют Рупшу.

## Этимология
Занскар упоминается как «Зангскар» в научных работах (антропология). В старых географических работах и картах написано «Заскар». Этимологи (Snellgrove and Skorupsky, 1980) считают что его название связано с залежами меди в регионе, по-тибетски «Зангс». Второй слог представляет гораздо больше трудностей: «Zangs-dkar» (белая медь), «Zangs-mkhar» (медный дворец), или «Zangs-sKar» (медная звезда). В других исследованиях указывают: zan = медь + skar = долина. Крук (1994) предполагает происхождение от слова Zan-mKhar («дворец еды»), потому что Занскар считается самой плодородной областью засушливого Ладакха.
Некоторые местные религиозные деятели, их также цитируют Снеллгрув и Скорупски (1980) и Крук (1994), выводят из «bZang-dKar», то есть «хороший» (или прекрасный) и белый. «Хороший», так как Падумская долина треугольной формы, а треугольник символ Дхармы и религии; «белый» относится к нравственности и религиозности занскарцев. Всё равно, даже если более правильно написание «Зангскар», более употребимым уже длительное время является «Занскар».

## География
Занскар занимает больше 7000 км², высоты: 3500-7000 метров. Он состоит из двух долин в притоках реки Занскар. У реки Дода источник в Пенси Ла (4400 м), и она течёт по долине на юго-восток до Падума, столицы Занскара.
Вторая ветвь сформирована двумя реками: Каргьягом, с истоком на Шинго Ла (5091 м), и Царапом с истоком у Баралача Ла. У деревни Пурне они сливаются в реку Лунгнак (иногда: Лунгити, Царап). Лунгнак течёт на северо-запад по узкому ущелью в центральный Занскар (гзунг гхор), где при слиянии с Додой образуется сам Занскар.
«Шинго Ла, главный путь в Занскар из Лахаула, неприятный перевал. Он не самый высокий, около 17 000 футов, но убогий и грязный, ему не хватает величия».
Занскар отсюда течёт на северо-восток к Инду. Огромные горы окружают его с востока. Юго-западный конец отрог Гималаев делит бассейны Киштвара и Чамбы. На северо-востоке — Занскарский хребет, отделяющий Занскар от Ладакха. В целом, Занскар — очень замкнутый регион и русло реки является главной дорогой в этих долинах.
Это объясняет труднодоступность Ладкха для внешнего проникновения. Через перевалы и по замёрзшему руслу реки жители связывались с другими регионами. Самый простой путь — через Каргил в долину Суру и на Пенси Ла. В 1979 по этому маршруту и построили дорогу. Александр Чома де Кёрёш стал первым тибетологом попавшим в Занскар в 1823 году. В 1947 Занскар был включён в Индию, но из-за войн был закрыт для посещения до 1974. В 1954 году здесь снимали фильм о экспедиции трёх домохозяек в Ладакх.

## История
Первые памятники человеческой цивилизации относятся, в Занскаре, к эпохи бронзы. Петроглифы, похоже, принадлежали культуре степных охотников, живших в Азии между Казахстаном и Китейем. Гипотетически, эти племена со временем стали известны, как индоевропейцы моны (не путать с бирманскими монами), они заселили этот регион и впоследствии были покорены новыми волнами индоевропейцев — дардами. Вскоре, из Кашмира в Занскар пришёл буддизм, примерно в 200 до н. э. Самые ранние буддийские постройки восходят ко временам кушанов. В VII веке здешние княжества были завоёваны Тибетской державой и в регионе восторжествовал бон, хотя вероятно, он всегда был здешней религией.
В VIII веке в Тибете произошёл буддийский переворот и буддизм вернулся в Занскар. В X—XI веке Занскар стал независимым царством и царский дом финансировал постройку монастырей Курча-Гомпа и Фуктал Гомпа. До XV века Занскар был суверенным буддийским царством, но правили им посменно 2-4 царственных дома. В XV веке был завоёван Ладакхом и разделил его радость и горе. В 1822 Падум был захвачен войсками Кулу, Лахаула и Киннаура.
В середине 20-го века, пограничные конфликты между Индией, Пакистаном, и Китаем вызвали закрытие Ладакха и Занскара для иностранцев. В ходе этих войнах Ладакх потерял две трети своей первоначальной территории, потеряв Гилгит-Балтистан и Аксай Чин захвачен КНР. Ладакх и Занскар, несмотря на постоянные междоусобицы князей, сохранили культурное наследие с 8 века. Благодаря присоединению к Индийскому Союзу, Занскар и Ладакх не подверглись китайскому завоеванию и культурной революции, уничтожившей старый Тибет. В последние двадцать лет открытие дорог и массовый приток туристов и исследователей внесли много изменений в традиционную социальную организацию Занскара. В 2007 году долина пострадала от саранчи, погубившей урожай. Правительство предложило использовать ядохимикаты, но буддисты отказались применять их. Монахи Занскара устроили огненную Пуджу (ритуал подношения), с целью помочь жителям. Так или иначе, но в 2008 году саранча улетела из Занскара.

## Население
Занскар малонаселён, в апреле 2006 было насчитано 13 849 человек. Эта перепись была проведена медицинскими службами, так как они тщательно наблюдают за Занскаром. Примерно 95% населения придерживаются тибетского буддизма, остальные — сунниты, переселившиеся в Падум в XIX веке. Занскарцы смешанного тибетско-индо-европейского происхождения; знаменитые дарды и моны живут в долине.
Люди живут в маленьких деревнях, хотя Падум с 700 жителями считается городом. Деревни жмутся к реке Занскар или её притокам. Жители долины привыкли к изоляции и жили на самообеспечении и самоуправлении, до последнего времени это была вполне жизнеспособная автаркия, хотя жители покупали у внешнего мира инструменты, драгоценности, культовые предметы.
Занскарцы живут сельским хозяйством, земледелием и скотоводством. Плодородных равнин не хватает и жители распахивают склоны холмов террасами, иногда до высоты 4000 метров. Эффективная система ирригации привела к огромному, для такого климата, росту сельскохозяйственной продукции, но в замкнутом мире долины прирост населения веками оставался нулевым. Занскарцы жили в состоянии полиандрии и все братья из одной семьи женились на одной девушке и становились семьёй. Многие становились буддийскими монахами. Вместе с детской смертностью, это образовывало нулевой прирост.
Отгонное животноводство требовало горных пастбищ, поэтому летом многие женщины и дети переселялись из деревень в горы, где пасли скот.

## Язык
Большинство занскарцев говорит на нескольких языках, включая дардские диалекты, хинди, диалекты тибетского языка. Многие знают английский и используют его для контактов с туристами.

## Религия
Кроме 300 суннитов живущих в Падуме (при населении в 700), остальные Занскарцы — буддисты Почти в каждой деревне есть буддийских храм, часто с древними росписями и тханками. Главную роль играют школы Друкпа Кагью, и её монастыри Сани Гомпа, Дзонгхул Гомпа, Стагримо и Бардан Гомпа — они поддерживают связь с управляющей Стакна Гомпа в долине Инда. Гелуг контролирует Рангтун Гомпа, Курча-Гомпа, Стронгде и Фуктал Гомпа, эти монастыри подчиняются Нгари Ринпоче, который живёт в Ликир Гомпа в Ладакхе. Нгари Ринпоче — нынешний младший брат Далай-ламы.

### Домашний скот
Скот, особенно яки, очень важны в Занскаре. На них пашут землю, молотят зерно, перевозят до 200 кг грузов, навоз становится удобрением, и после высушивания — топливом. Занскарцы пьют ячье молоко и едят (редко) мясо яков, мех идёт на одежду, ковры, верёвки, покрывала.

### Флора и фауна
Густая растительность в Занскаре встречается в основном в нижней части долины и состоит из сосен и тундровой растительности. Очень впечатляют луга, покрытые тысячью эдельвейсов. У подножья Гумбок Ранджана (хребет) растут голубые цветы. Культуры, включая ячмень, чечевицу и картофель выращивается фермерами в низких местах, а также абрикосы. Домашние животные: яки, хайнаки, овцы, кони, и собаки.
Дикие животные: сурки, медведи, волки, ирбис, кианг, нахур, альпийский козёл, дикие овцы и козы, и бородач.

### Климат
Занскар лежит в западной части Гималаев и отличается полу-пустынностью и большими высотами. Большинство муссонов не проходят в Занскар и Ладакх из-за горных хребтов, в результате лето тёплое и сухое. Дождей и снегопадов в этот сезон почти нет, хотя за последние десятилетия количество осадков стало больше. Когда-то в Занскаре строили водяные мельницы, но реки стали полноводнее и теперь там где они стояли разлилась река. Занскарские дома хорошо построены, но крыши оказались неспособными справиться с увеличивающимися осадками и жители вынуждены принять меры. Зимой выпадает очень много снега, что очень важно: хотя снега и мешают сообщению долины с другими, скапливаясь в горах, они тают летом и долина орошается водой. Некоторые части долины настолько холодные, что могут претендовать на рекорд среди постоянно обитаемых областей.